# テオ・サウダー
テオ・サウダー（Theo Sauder、1996年4月2日 - ）は、カナダのラグビー選手。

## プロフィール
- カナダ・バンクーバー出身。
- ポジションはスタンドオフ(SO)、フルバック(FB)。
- 身長 180cm、体重 84kg
- U20カナダ代表に選ばれたことがある[1]。
- カナダ代表キャップは8（2020年8月現在）でワールドカップ2019のカナダ代表に選ばれた[2]。
- 7人制カナダ代表に選ばれたことがある[3]。

## 略歴
ブリティッシュコロンビアベアーズを経て、2019年、トロント・アローズに加入。
2021年、東京五輪の7人制カナダ代表スコッドに選ばれた。